# Digimon Frontier
Digimon Frontier (デジモンフロンティア, Dejimon Furontia), conhecido no Brasil como Digimon 4 e em Portugal como Digimon Fronteira, é a 4° temporada da série de anime Digimon. Assim como Digimon Tamers, Frontier não possui nenhuma história relacionada com nenhuma outra temporada de Digimon. Foi exibido no Brasil pela Fox Kids, Rede Globo, Jetix, Disney XD, RedeTV! e SBT. Em Portugal, foi exibido pela SIC, Panda Biggs e Canal Panda. 

## Exibição

#### Portugal
Em Portugal, a série foi transmitida pela SIC de 2005 a 2007; mais tarde pelo Panda Biggs; e a seguir, pelo Canal Panda.

#### Brasil
No Brasil, foi transmitido em rede fechada pela Fox Kids, Disney XD e pela Jetix. Na rede aberta, é exibida pela Rede Globo, RedeTV! e pelo SBT.

#### Japão
No Japão, foi transmitido pelo Fuji TV em 2002 e 2003. O anime foi lançado em VHS em 2002 a 2003; e em DVD em 2006 a 2007, pelo Victor Entertainment.